# Сокольський Сергій Олексійович
Сергі́й Олексі́йович Соко́льський (Єршов) — один з найвидатніших майстрів дореволюційної естради, сатирик, «король куплету».

## Життєпис
Народився 1881 року.
Батько його працював в невеличких цирках. Сокольський починав працю в ярмарковому балагані як акробат на трапеції.
1908 року почав виступати у так званому «рваному» та «босяцькому» жанрі в шантанах, на відкритих сценах, театрах мініатюр.
Весь репертуар писав сам — монолог в образі, сюжетна замальовка, куплет, пісенька, балада, куплети супроводжував танцем. Виступав з «грандіозним дивертиментом» — «Ермітаж» 1913, київський театр Соловцова, 1914, в 1915-16 — петроградський театр В. Лін. Багато записувався на грамплатівки.
В грудні 1916 їздив з виступами на німецький фронт. Оптимістично сприйняв Лютневу революцію 1917 року, проте швидко оптимізм в його виступах змінився на болісні роздуми.
8 лютого 1918 у Маріїнському парку Києва розстріляний щойно прийшлими більшовиками.
Йому приписують авторство вислову
«любовь не картошка,
не бросишь в окошко.»
Так, як і інший куплетист — Юлій Убейко, захоплювався авіацією, в Одесі літав з Борисом Россінським. Россінський присвятив йому вірші.
| "Сергій Сокольський, цей куплетист, артист маленьких театрів, веселий оповідач, був одним з небагатьох щирих і відвертих ворогів більшовизму... І коли тепер бачиш і чуєш, як подвизаються по маленьких театрах всякі куплетисти, приладжуються ті колишні сміливі й веселі люди, що вміли викликати усмішку на устах запеклих членів трибуналу та примусити свого ката при гільйотині розпливтись у широкому і дурному усміхові; пригадується й цей герой Сергій Сокольський, що не був українцем, любив єдину Росію, все ж таки в критичний момент пішов разом з українцями, коли замість слів застрекотіли рушниці та почали бухкати гармати." | «Ослине копито». «Нова Рада». — 1918. — 27 серпня. Андрій Ніковський